# Mem û Zîn

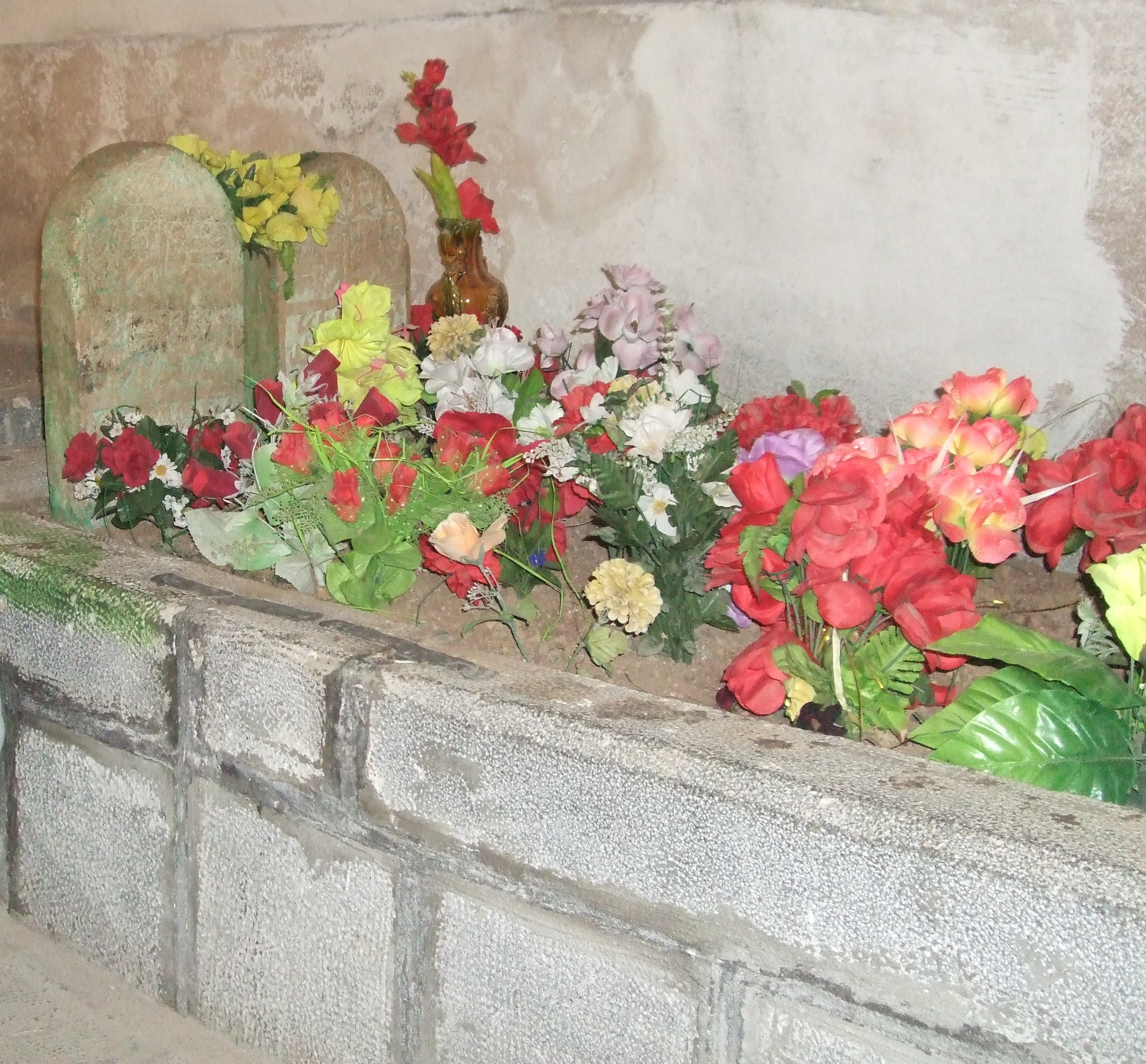
Grab von Mem û Zîn in Cizre, 2008.

Die Erzählung von Mem û Zîn ist das Hauptwerk des kurdischen Dichters Ehmedê Xanî (* 1651; † 1707). Es wird als kurdisches Nationalepos bezeichnet und basiert auf einer Legende, die zuvor von Generation zu Generation mündlich überliefert wurde. Der Inhalt ähnelt anderen Erzählungen unglücklicher Liebespaare.

## Synopsis
Mem, aus dem Alan-Clan und Zîn, aus dem Botan-Clan, sind zwei Liebende, die eines Tages zueinanderfinden. Sie möchten zusammen sein, aber Beko aus dem Bakran-Clan versucht dies zu verhindern. Schließlich wird Mem wegen einer Verschwörung durch Bakir ermordet. 
Als Zîn die Nachricht vom Tode Mems empfängt, bricht sie auf seinem Grab zusammen und stirbt. Sie wird neben Mem begraben. 
Die Nachricht vom Tode von Mem und Zîn verbreitet sich schnell unter den Leuten von Cizîra Botan. Das Volk ist wütend auf Bakir und tötet ihn. Er wird unter den Füßen von Mem und Zîn begraben. Ein Dornbusch, genährt von Bakirs Blut, wächst aus seinem Grab: die Wurzeln der Bosheit dringen tief in die Erde zwischen den Gräbern von Mem und Zin. So sind die zwei Liebenden sogar im Tod voneinander getrennt.

## Symbolische Bedeutung der Hauptfiguren Mem und Zin
Für die Kurden symbolisiert Mem das kurdische Volk und Zîn das kurdische Land, die durch unglückliche Umstände voneinander getrennt bleiben und keine Einheit werden können.

## Literarische Bearbeitungen
Unter den verschiedenen literarischen Versionen ist das Werk Ehmedê Xanî am bekanntesten. Roger Lescot, ein französischer Orientalist, ergänzte in den 1930er Jahren die Memê Alan-Erzählung mit Hilfe mehrerer kurdischer Dengbêj-Sänger aus Syrien. Die Sage hat teilweise historische Wurzeln, entstand vermutlich im 14. Jahrhundert wurde von den Dengbêj tradiert. Sie schildert in einer präzisen und poetischen Sprache die Geschichte der unglücklichen Liebe von Mem und Zin, vor dem Hintergrund ritterlicher Traditionen und sozialer Konventionen. Diese....Version ist mit der Version der Volkserzählung am nächsten. Die vollständige Version der Sage Memê Alan ist heute fester Bestandteil der kurdischen Literatur.

## Verfilmung des Epos
Auf der Basis des Buches wurde 1992 von Ümit Elçi der gleichnamige Film Mem û Zîn (dt. Mem und Zin) gedreht. Da die kurdische Sprache in der Türkei bis Ende der 1990er Jahre/Anfang des 21. Jahrhunderts verboten war, musste das kurdische Epos in türkischer Sprache gedreht werden.